# Varken (astrologie)
Het varken is het twaalfde dier in de twaalfjaarlijkse cyclus van de Chinese dierenriem volgens de Chinese kalender.
In de Chinese cultuur worden de volgende karaktereigenschappen toegekend aan mensen die in het jaar van het varken zijn geboren: tolerant en begrijpend, sensueel, geestdriftig, aardig, sympathiek en waarheidsgetrouw, gesteld op gezelligheid en lekker eten, goedgelovig en naïef. Goede relaties zijn mogelijk met de hond, de geit en de draak, slechte relaties met de tijger en de slang.

## Jaar van het varken
Onderstaande jaren zijn jaren die in het teken van het varken staan. Let op: de Chinese maankalender loopt niet gelijk met de gregoriaanse kalender – het Chinees Nieuwjaar valt in januari of februari. Voor de jaren volgens de gregoriaanse kalender moet daarom bij onderstaande jaartallen 1 worden opgeteld.
1911 - 1923 - 1935 - 1947 - 1959 - 1971 - 1983 - 1995 - 2007 - 2019 - 2031 - 2043 - 2055